# Franco Bertinetti
Pour les articles homonymes, voir Bertinetti.
Franco Bertinetti, né le 14 juillet 1923 à Verceil et mort le 6 mars 1995 dans le 10e arrondissement de Marseille, est un escrimeur italien, ayant pour arme l'épée. Il est le fils de Marcello Bertinetti, pratiquant lui aussi l'escrime.

## Biographie
Franco Bertinetti est sacré par deux fois champion olympique d'escrime dans l'épreuve d'épée par équipes, aux Jeux olympiques d'été de 1952 à Helsinki et aux Jeux olympiques d'été de 1956 à Melbourne.
Il est aussi quintuple champion du monde d'escrime (1953, 1954, 1955, 1957 et 1958) en épée par équipes, vice-champion du monde en épreuve individuelle d'épée en 1955, et médaillé de bronze toujours individuellement en 1954 et 1957.